# Chaetopterus
Chaetopterus is een geslacht van borstelwormen uit de familie van de Chaetopteridae.

## Soorten
- Chaetopterus varieopedatus Renier, 1804
- Chaetopterus pergamentaceus Cuvier, 1830 (Perkamentkokerworm)
- Chaetopterus pugaporcinus Osborn, Rouse, Goffredi & Robison, 2007
- Chaetopterus aduncus Nishi, Hickman & Bailey-Brock, 2009
- Chaetopterus antarcticus Kinberg, 1867
- Chaetopterus brevis Lespés, 1872
- Chaetopterus bruneli Moore, Gagnon & Petersen, 2020
- Chaetopterus capensis Stimpson, 1855
- Chaetopterus cautus Marenzeller, 1879
- Chaetopterus charlesdarwinii Nishi, Hickman & Bailey-Brock, 2009
- Chaetopterus dewysee Tilic & Rouse, 2020
- Chaetopterus galapagensis Nishi, Hickman & Bailey-Brock, 2009
- Chaetopterus gregarius Nishi, Arai & Sasanuma, 2001
- Chaetopterus izuensis Nishi, 2001
- Chaetopterus japonicus Nishi, 2001
- Chaetopterus longipes Crossland, 1904